# Télémaque association
 (mai 2021).
Si vous disposez d'ouvrages ou d'articles de référence ou si vous connaissez des sites web de qualité traitant du thème abordé ici, merci de compléter l'article en donnant les références utiles à sa vérifiabilité et en les liant à la section « Notes et références ».
 (mai 2021).
Télémaque, anciennement connue sous le nom d'Institut Télémaque, est une association loi de 1901 créée en 2005 sous convention avec le ministère de l’Éducation nationale.
L'association Télémaque a vocation à relancer l'ascenseur social en accompagnant des jeunes investis et motivés, issus de territoires fragiles (quartier prioritaire, zone d'éducation prioritaire). Grâce à un double-mentorat école-entreprise, Télémaque accompagne des collégiens, lycéens et apprentis dès la 5e en filière générale jusqu'au bac et dès la 2nde en filière professionnelle jusqu'à bac+2.
Depuis 2005, Télémaque a assuré le mentorat de 2500 jeunes, 200 établissements scolaires et 257 partenaires (entreprises, fondations & philanthropes, partenaires publics). L'association est présente dans 11 régions : Île-de-France, Hauts-de-France, Auvergne-Rhône-Alpes, Occitanie, Provence-Alpes Côte d'Azur, Nouvelle-Aquitaine, Pays de la Loire et Grand Est, Corse, Nouvelle-Calédonie, et La Réunion.

## Fonctionnement
Le cœur de métier de Télémaque est le double mentorat, chaque filleul Télémaque est accompagné individuellement dès la 5e en voie générale et dès la 2nde pro ou la 1ère année de CAP en voie professionnelle, par deux mentors: 
- Un mentor d’entreprise/collectivité, salarié volontaire d’une entreprise partenaire.
- Un mentor d’établissement scolaire, membre de l’établissement scolaire du jeune.

Ils ont tous deux pour rôle de construire une relation de confiance, suivie et riche en dialogue avec leur filleul, afin de l’aider à prendre confiance en lui, à surmonter d’éventuelles difficultés et aller au plus loin de ses envies et de ses capacités.
Pour chaque jeune, l’accompagnement est basé sur :
- 1/ Le double mentorat d’un mentor issu du monde professionnel et d’un mentor d'établissement scolaire.
- 2/ Une à deux sorties par mois (culturelles, sportives, citoyennes, visites d’entreprises et ateliers pédagogiques avec une formation à la confiance en soi et aux savoirs-être).
- 3/ Une aide financière fléchée sur les projets culturels, sportifs, l’épanouissement et le développement personnel.

Télémaque encourage également d'autres formes d'engagement comme l'intervention en groupe des particuliers pour qu'ils présentent leurs entreprises et les métiers de celles-ci.
D'une manière générale, les entreprises de toute taille, les entrepreneurs, l'ensemble des individus qu'ils soient parents de filleuls, anciens filleuls ou simplement volontaires, les institutionnels, les partenaires pédagogiques, dans différentes régions de France peuvent jouer un rôle au sein de Télémaque.

## Direction
Télémaque a été créé en 2005 par Serge Weinberg et Patrick Gagnaire.
Le Bureau de l'association se compose ainsi :
- Président : Marie-Christine Coisne-Roquette, Président du Conseil de Sonepar.
- Vice-président : Michel de Rosen, Président du Conseil d'administration de Forvia.

- Vice-président : Antoine Sire, Conseiller pour l'économie à impact et l'inclusion sociale chez BNP Paribas.
- Secrétaire général : Vincent Bocart, Directeur de l'engagement chez Les entreprises du médicament (LEEM)
- Trésorier : Philippe Bismut, ancien CEO d'Arval.

La direction générale de l'association est tenue par Ericka Cogne depuis 2016.
Dans les antennes régionales de l'association :
- Président de Télémaque Auvergne-Rhône-Alpes : Thierry de La Tour d'Artaise, Président du Groupe SEB.
- Président de Télémaque en Occitanie : Alain di Crescenzo, Senior Vice Président de Schneider Electric, Président de la CCI France.
- Président de Télémaque en région Provence-Alpes-Côte-d'Azur, Jean-Philippe André, Président non-exécutif de HARIBO France.

Précédemment 
- - Président jusqu'en juin 2024 : Bernard Gainnier, CEO et fondateur de BIOMANITY, ancien président de PwC France et Afrique francophone.
  - Président jusqu'en décembre 2019 : Président : Henri Lachmann[7],[8], ancien Président de Schneider Electric.
  - Vice-président jusqu'en décembre 2019 : Jean-Noël Labroue, ancien président de Kesa Electricals.

## Histoire et dates clés
- Août 2001 : Signature d'un accord cadre[9] entre Serge Weinberg, alors Président du directoire de PPR et Jack Lang, Ministre de l'Éducation Nationale. Cet accord a permis la signature de conventions pour des projets collectifs d'amélioration des conditions de vie dans les internats de deux établissements : le collège André Canivez à Douai (Nord) et le collège Alfred Sisley à Moret-sur-Loing (Seine-et-Marne). Ils ont été mis en œuvre par l'association d'entreprise du Groupe PPR : SolidarCité.
- Août 2003 : Reconduction de l'accord cadre et élargissement[10] à deux autres internats de la Fondation d'Auteuil : à Chartres et à Thiais.
- Juillet 2004 : Signature d'une convention avec François Fillon[11], alors Ministre de l'Éducation Nationale ayant pour objectif d'améliorer l'accueil en internat des collégiens issus de Zones d'Éducation Prioritaires.
- Juin 2005 : Création de la Fondation Télémaque en partenariat avec le Ministère de l'Éducation nationale par Serge Weinberg et Patrick Gagnaire, délégué général de SolidarCité, celle-ci est alors présidée par Bernard Stasi. Le programme du double-parrainage est adopté avec 4 établissements partenaires, 5 entreprises adhérentes ou en passe de le devenir et une vingtaine de jeunes boursiers.
- Septembre 2007 : Ouverture du programme pour les jeunes hors internat.
- Février 2007 : Henri Lachmann, ancien PDG de Schneider Electric devient Président de la Fondation Télémaque.
- Décembre 2008 : La Fondation Télémaque devient l'Institut Télémaque.
- Mars 2011 : Renouvellement du partenariat entre le Ministère de l'Éducation nationale et l'Institut Télémaque par la signature d'une convention[12] entre Henri Lachmann et Luc Chatel, alors Ministre de l'Éducation Nationale.
- Septembre 2013 : Pour renforcer sa présence en région, l'Institut Télémaque recrute deux responsables régionaux à Lyon et à Lille appuyés par deux Présidents Régionaux : Thierry Mulliez, Président de Agapes Restauration et HTM, pour le Nord-Pas-de-Calais et Thierry de La Tour d'Artaise, PDG du Groupe SEB, pour la région Rhône-Alpes.
- 2015 : Pour ses 10 ans d'existence, l'Institut Télémaque réalise une étude d'impact avec le cabinet Pluricité[13] et annonce des taux de réussite de 97% au Baccalauréat et de 100% au Diplôme national du brevet sur les 700 filleuls et ancien filleuls de l'association sondés[14].
- Septembre 2016 : L'Institut Télémaque lance des tutorats en région Occitanie avec le soutien de la Fondation Airbus[15].
- Septembre 2018 : L'Institut Télémaque continue son accompagnement en région et ouvre une antenne en région Provence-Alpes-Côte d'Azur. Jean-Philippe André, Président de HARIBO France devient le Président d'honneur de l'Institut Télémaque dans cette région.
- Juillet 2019 : Renouvellement du partenariat avec le Ministère de l’Éducation de la Jeunesse.
- Septembre 2019 : L'Institut Télémaque ouvre une seconde antenne en Occitanie et commence l'accompagnement de jeunes à Montpellier, Nîmes et Alès.
- Décembre 2019 : L’association est sélectionnée par la Fondation EPIC pour intégrer leur portfolio d’organisations sociales. L'Institut Télémaque fait partie des 4 seules organisations sélectionnées en 2019 par la fondation créée par Alexandre Mars. Le Conseil d’administration approuve deux changements au sein de la gouvernance de l’association : Henri Lachmann, Président depuis 2007, cède sa place à Bernard Gainnier, Président de PwC France et Maghreb ; Antoine Sire, Responsable de l’engagement d’entreprise de BNP Paribas et membre du Comité exécutif est nommé Vice-Président de l’association en remplacement de Jean-Noël Labroue.
- Janvier 2020 : L’association participe à la Journée internationale du mentorat en présence de Gabriel ATTAL, alors secrétaire d’Etat à la Jeunesse, en partenariat avec le collectif Mentorat. L'Institut Télémaque est présent au Salon international « Change Now » au Grand Palais à Paris à travers un stand et l’intervention de sa Directrice générale. L'Institut Télémaque signe une convention nationale de partenariat avec le CJD – centre des jeunes dirigeants.
- Mars 2020 : L’association s’adapte à la crise sanitaire et aux besoins de nos filleuls au cours d’une période qui a creusé les inégalités : lancement de « déficonfi » - défi entre jeunes, mentors, de webinars métiers, dons de matériel informatique, cours de soutien en langues étrangères, liens renforcés entre filleuls et mentors grâce à des opérations digitales telles que les visites virtuelles de musées…  L'Institut Télémaque participe à l’opération Mentorat d’urgence du collectif Mentorat participant à la formation de 220 programmes de réussites éducatives.
- Juin 2020 : Lancement de notre programme d’accompagnement en Nouvelle-Aquitaine avec l’ouverture de notre antenne à Bordeaux et renforcement de notre programme en Auvergne-Rhône-Alpes avec l’ouverture d’une antenne à Clermont-Ferrand. L'Institut Télémaque complète sa formation « Je développe mon potentiel » réalisée avec le soutien de la Fondation TOTAL, en lançant 2 jeux développés avec Belugames : les filleuls peuvent avec des ateliers comme l’Escape Game Coop Impact, distinguer l’observation des faits, l’expression du jugement ou encore, avec l’atelier Y’a moyen, développer leur discernement.
- Juillet 2020 : L’association publie une nouvelle étude d’impact réalisée par le cabinet KIMSO : un programme qui rencontre une forte adhésion et largement reconnu pour sa qualité. 87% des parties prenantes recommandent le programme d’accompagnement l'Institut Télémaque. Les parents sont interrogés pour la première fois dans ce questionnaire d’impact notamment pour mesurer l’impact systémique du programme. Lancement du programme Télémaque Vacances : 1000 filleuls qui n’ont pas l’occasion de partir en vacances participent durant tout l’été à de nombreuses activités sportives, culturelles ou citoyennes, en lien avec leurs mentors.
- Septembre 2020 : L’association célèbre ses 15 ans d’existence et d’engagement le 30 septembre au musée du Quai-Branly (grâce au soutien de la Fondation TOTAL) à l’occasion de la cérémonie des bacheliers, animée par Harry ROSELMACK. En présence d’Elisabeth MORENO, ministre chargée de l’Egalité des chances et de Nathalie Élimas, secrétaire d’État chargée de l’Education prioritaire. Alexandre MARS est parrain de la promotion des bacheliers 2020. En amont de cette cérémonie des 15 ans, le même jour 50 dirigeants d’entreprises (PDG-DG) coachent individuellement 50 bacheliers et leur donnent des conseils pour leur avenir professionnel.
- Octobre 2020 : L’association participe au Sommet européen du mentorat.
- Décembre 2020 : Publication d’un supplément sur Télémaque dans Paris Match (n° du 10 décembre) à l’occasion des 15 ans de l’association. Télémaque fait partie de la création du collectif Mentorat et Ericka Cogne, Directrice générale de Télémaque est trésorière de cette association de promotion et de déploiement du mentorat en France.
- Janvier 2021 : L’Institut Télémaque devient Télémaque : une évolution vers un nom plus court et une volonté renforcée dans le cadre de son changement d’échelle : éclairer une jeunesse pleine de promesses et parfois contrainte. A cette occasion, l’association se dote d’une nouvelle plateforme de marque et d’une nouvelle identité visuelle. Télémaque co-organise et participe avec les autres associations membre du Collectif Mentorat aux 1e Assises du Mentorat le 15 janvier, dans le cadre du mois du mentorat.
- Mars 2021 : Le 1er mars, le Président de la République Emmanuel Macron annonce lors d’un événement auquel participe Ericka Cogne, le lancement du plan 1 jeune / 1 mentor. Grâce aux associations membres du collectif mentorat, l’objectif est de massifier le mentorat : 100 000 jeunes accompagnés à la fin 2021 et 200 000 à la fin 2022.
- Avril 2021 : Le nombre de filleuls accompagnés sur une même année scolaire dépasse la barre des 1000 !  Le 7 avril, Télémaque publie avec le CJD (Centre des jeunes dirigeants) sa 2e étude dans le cadre de sa stratégie de plaidoyer. Intitulée « De l’école vers l’emploi, de nouvelles voies prometteuses », cette étude plaide pour une découverte active du monde professionnel par les jeunes, les futurs actifs.
- Septembre 2021 : Ouverture de Télémaque à Nantes dans les Pays de la Loire. Célébration des 19 lauréates de la bourse Judith et Maurice de Botton. La bourse est créée par Colette Lewiner en hommage à ses parents pour aider des jeunes filles à faire des études scientifiques.
- Octobre 2021 : Télémaque organise la cérémonie des bacheliers 2021 à Roland-Garros, animée par Isabelle Giordano, déléguée générale de la Fondation BNP Paribas.
- Novembre 2021 : Télémaque est lauréat du Contrat à Impact "Innover pour l'accès à l'emploi" annoncé par Elisabeth Borne (alors Ministre du Travail, de l'Emploi et de l'Insertion), Olivia Grégoire (alors Secrétaire d'Etat chargée de l'Economie Sociale et Solidaire) et Thibaut Guilly (alors Haut-Commissaire à l'Emploi et à l'Engagement des entreprises). Ce projet permet à l'association d'accompagner 500 jeunes de la voie professionnelle sur 6 ans.
- Décembre 2021 : Télémaque lance le Mouvement Télémaque. L'association accompagne d'autres association à mettre en place du mentorat grâce à la signature d'un partenariat de franchises sociales. 3 associations sont accompagnées : OPRA (Corse), Multicité (Saint Quentin) et Le Laboratoire des Devenirs (Marmande).
- Février 2022 : 3 alumni Télémaque participent à l'événement "Des candidats et des jeunes" à l'initiative de Chemins d'avenir et France Inter où 100 jeunes de 15 à 25 ans auditionnent les 8 principaux candidats à l'élection présidentielle[16].
- Mai 2022 : Ericka Cogne anime avec 4 filleules Télémaque le 1er déplacement d'Elisabeth Borne en tant que Première Ministre, aux Mureaux pour rencontrer des associations engagées pour l'égalité des chances et l'émancipation des jeunes filles[17].
- Août 2022 : Télémaque et la Fondation Académie de médecine signent un partenariat pour la réussite des jeunes s'orientant vers des études de médecine[18].
- Septembre 2022 : inauguration à Gare de l'Est de l'exposition "Le mentorat, la solidarité en action(s)" par la Fondation SNCF et SNCF Gares et Connexions[19].
- Octobre 2022 : Cérémonie des bacheliers à l'Opéra Bastille animée par Djamel Mazi, journaliste présentateur à France Télévisions.
- Mai 2023 : Télémaque est lauréat du top 50 de l'entrepreneuriat à Impact de Carenews, n°1 de la catégorie "Accès à une éducation de qualité et à la culture"[20].
- Mai 2023 : Télémaque signe une convention de partenariat avec la Province Sud de Nouvelle-Calédonie pour le déploiement du mentorat sur le territoire calédonien[21].
- Juin 2023 : Télémaque signe une convention de partenariat avec INFINITE, à l'initiative d'Alexandre Mars. INFINITE est un système de prêt à taux zéro sans garant pour des jeunes issus de milieux modestes, leur permettant de financer leurs études dans de grandes écoles françaises et internationales.[réf. nécessaire]
- Juillet 2023 : Cérémonie des bacheliers au Centre Pompidou.
- Juillet 2023 : le Conseil d'Administration de Télémaque accueille de nouveaux membres : Gilles Vermot-Desroches, Véronique Charlot, Clément Lescat, Sébastien Malige, Colette Lewiner, Olivier de Guerre, Alain Di Crescenzo, Sonia Benameur et Marie de Coninck.
- Septembre 2023 : Télémaque ouvre à Strasbourg dans le Grand Est. L'association publie 15 lettres de parents Télémaque.
- Décembre 2023 : Publication du Baromètre Jeunesse&Confiance : Moi, les autres, la planète. Une jeunesse en quête de confiance" en partenariat avec Vers Le Haut, think tank pour la jeunesse et l'éducation et OpinionWay. L'étude met en avant le mentorat comme une des solutions identifiées par les jeunes de milieux défavorisés pour les aider à gagner en confiance[22].
- Décembre 2023 : Le nombre de jeunes accompagnés par Télémaque dépasse la barre des 2 000 !
- Janvier 2024 : lancement par l'association des coachings d'alumni par des PDG de grandes entreprises : Jean-Laurent Bonnafé, Directeur de BNP Paribas[23], Audrey Derveloy, Présidente de Sanofi[24].
- Février 2024 : Suite des coachings des alumni par des PDG de grandes entreprises : Alexandre Margoline, PDG de Permira France[25], puis Charles Lantieri, Directeur Général délégué de la FDJ[26].

## Identité visuelle

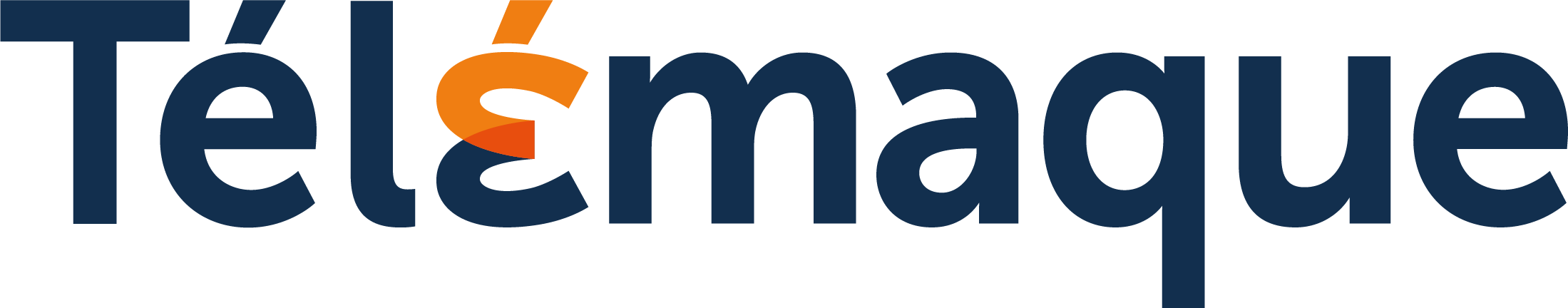
Logo actuel.